# Kanton Sumène

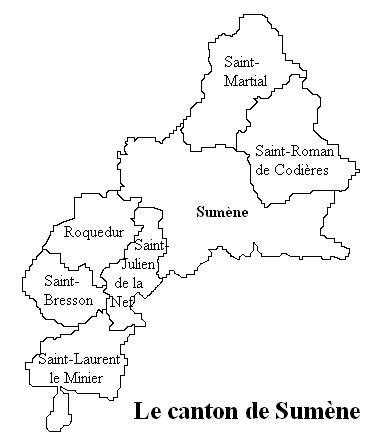
Ehemaliger Kanton Sumène

Der Kanton Sumène war bis 2015 ein französischer Wahlkreis im Arrondissement Le Vigan, im Département Gard und in der Region Languedoc-Roussillon. Er hatte den Hauptort Sumène und wurde 2015 im Rahmen einer landesweiten Neugliederung der Kantone aufgelöst.

## Gemeinden
Der Kanton umfasst die Wahlberechtigten aus sieben Gemeinden:
| Gemeinde                | Einwohner Jahr | Fläche km² | Bevölkerungsdichte | Code INSEE | Postleitzahl |
| ----------------------- | -------------- | ---------- | ------------------ | ---------- | ------------ |
| Roquedur                | 232 (2013)     | 10,85      | 21 Einw./km²       | 30220      | 30440        |
| Saint-Bresson           | 54 (2013)      | 8,40       | 6 Einw./km²        | 30238      | 30440        |
| Saint-Julien-de-la-Nef  | 123 (2013)     | 8,83       | 14 Einw./km²       | 30272      | 30440        |
| Saint-Laurent-le-Minier | 360 (2013)     | 13,26      | 27 Einw./km²       | 30280      | 30440        |
| Saint-Martial           | 176 (2013)     | 17,16      | 10 Einw./km²       | 30283      | 30440        |
| Saint-Roman-de-Codières | 197 (2013)     | 18,43      | 11 Einw./km²       | 30296      | 30440        |
| Sumène                  | 1626 (2013)    | 36,59      | 44 Einw./km²       | 30325      | 30440        |